# Fossa di Puysegur

La fossa di Puysegur e la dorsale di Macquarie sono identificate dalla linea che si estende verso sud a partire dalla costa sudoccidentale dell'Isola del Sud.

La fossa di Puysegur è una spaccatura profonda circa 6.300 m situata sul fondale marino della regione meridionale del Mare di Tasman formata dal processo di subduzione della placca indo-australiana al di sotto della placca pacifica che sta avendo luogo a sud della Nuova Zelanda.

A est della fossa è presente una dorsale, prolungamento settentrionale della dorsale di Macquarie, che separa la fossa di Puysegur dalla depressione di Solander, a ovest si distende invece il bacino di Tasman, che copre la quasi totalità della distanza tra la fossa e l'Australia e a nord è situato il bacino del Fiordland, che può essere considerato un'estensione della fossa stessa.
La fossa di Puysegur, così rinominata in associazione con punta Puysegur, si estende verso sud per oltre 800 km a partire dal punto più meridionale della costa occidentale dell'Isola del Sud ed il suo punto più a sud si trova circa 400 km a ovest delle Isole Auckland.
La fossa può essere considerata il corrispettivo della fossa delle Kermadec e della fossa di Tonga, entrambe situate a nord della Nuova Zelanda, sebbene in corrispondenza di queste due il processo di subduzione sia inverso, in queste regioni, infatti, è la placca pacifica che sta subducendo al di sotto della placca indo-australiana.

## Terremoti
L'area attorno alla fossa di Puysegur è sismicamente molto attiva. Il 15 luglio 2009, il terzo terremoto più forte mai registrato in Nuova Zelanda, con una magnitudo di 7,8, è stato registrato proprio vicino all'estremità settentrionale della fossa, in corrispondenza dell'estremità meridionale della faglia alpina, al largo della costa del Fiordland. La stessa fossa era stata invece luogo di un terremoto di magnitudo 7,2 nel novembre del 2004.